# 1973–1974-es nyugatnémet labdarúgó-bajnokság (első osztály)
Az 1973–1974-es német labdarúgó-bajnokság első osztályának – avagy hivatalos nevén: Fußball-Bundesliga – küzdelmei 11. alkalommal kerültek kiírásra. A szezon 1973. szeptember 11-én kezdődött. Az utolsó mérkőzéseket 1974. május 18-án rendezték. A címvédő a Bayern München volt és a bajnokok is ők lettek.

## Tabella
| #   | Csapat                    | M  | GY | D  | V  | G+ – G– | GK  | P  | Megjegyzések            |
| --- | ------------------------- | -- | -- | -- | -- | ------- | --- | -- | ----------------------- |
| 1.  | Bayern München (B)        | 34 | 20 | 9  | 5  | 95–53   | +42 | 49 | 1974–1975-ös BEK        |
| 2.  | Borussia Mönchengladbach  | 34 | 21 | 6  | 7  | 93–52   | +41 | 48 | 1974–1975-ös UEFA-kupa  |
| 3.  | Fortuna Düsseldorf        | 34 | 16 | 9  | 9  | 61–47   | +14 | 41 | 1974–1975-ös UEFA-kupa  |
| 4.  | Eintracht Frankfurt (KGY) | 34 | 15 | 11 | 8  | 63–50   | +13 | 41 | 1974–1975-ös KEK        |
| 5.  | 1. FC Köln                | 34 | 16 | 7  | 11 | 69–56   | +13 | 39 | 1974–1975-ös UEFA-kupa  |
| 6.  | 1. FC Kaiserslautern      | 34 | 15 | 8  | 11 | 80–69   | +11 | 38 |                         |
| 7.  | Schalke 04                | 34 | 16 | 5  | 13 | 72–68   | +4  | 37 |                         |
| 8.  | Hertha BSC                | 34 | 11 | 11 | 12 | 56–60   | −4  | 33 |                         |
| 9.  | VfB Stuttgart             | 34 | 12 | 7  | 15 | 58–57   | +1  | 31 |                         |
| 10. | Kickers Offenbach         | 34 | 11 | 9  | 14 | 56–62   | −6  | 31 |                         |
| 11. | Werder Bremen             | 34 | 9  | 13 | 12 | 48–56   | −8  | 31 |                         |
| 12. | Hamburger SV              | 34 | 13 | 5  | 16 | 53–62   | −9  | 31 | 1974–1975-ös UEFA-kupa  |
| 13. | Rot-Weiß Essen            | 34 | 10 | 11 | 13 | 56–70   | −14 | 31 |                         |
| 14. | VfL Bochum                | 34 | 9  | 12 | 13 | 45–57   | −12 | 30 |                         |
| 15. | MSV Duisburg              | 34 | 11 | 7  | 16 | 42–56   | −14 | 29 |                         |
| 16. | Wuppertaler SV            | 34 | 8  | 9  | 17 | 42–65   | −23 | 25 |                         |
| 17. | Fortuna Köln (K)          | 34 | 8  | 9  | 17 | 46–79   | −33 | 25 | Kiesés a Regionalligába |
| 18. | Hannover 96 (K)           | 34 | 6  | 10 | 18 | 50–66   | −16 | 22 | Kiesés a Regionalligába |

Forrás: www.dfb.de 
A rangsorolás alapszabályai: 1. összpontszám, 2. egymás elleni eredmények összpontszáma, 3. gólkülönbség, 4. szerzett gólok száma.
1Miután az Eintracht Frankfurt  bejutott a kupagyőztesek Európa-kupájába, így az UEFA-kupában a német kupa ezüstérmese, a Hamburger SV indult.
(B): Bajnokcsapat, (K): Kieső csapat, (F): Feljutó csapat, (I): Kupainduló, (R): A rájátszás győztese, (KGY): Kupagyőztes

## Góllövőlista
| Helyezés | Játékos          | Klub                     | Gól |
| -------- | ---------------- | ------------------------ | --- |
| 1        | Jupp Heynckes    | Borussia Mönchengladbach | 30  |
| 1        | Gerd Müller      | FC Bayern München        | 30  |
| 3        | Klaus Fischer    | FC Schalke 04            | 21  |
| 3        | Klaus Toppmöller | 1. FC Kaiserslautern     | 21  |
| 5        | Roland Sandberg  | 1. FC Kaiserslautern     | 19  |

## Külső hivatkozások
- Az 1973–1974-es szezon a DFB.de-n (angolul) (németül)